# 张锡钧
张锡钧（1899年—1988年3月20日），天津人，中国生理学家。1920年毕业于清华学校，同年留学美国，在芝加哥大学及芝加哥大学罗虚医学院学习，至1926年先后获理学士、医学博士和哲学博士学位。曾任中国医学科学院基础医学研究所教授。1955年选聘为中国科学院院士（学部委员）。